# Magnolia jigongshanensis
Magnolia jigongshanensis là một loài thực vật có hoa trong họ Magnoliaceae. Loài này được T.B.Chao, D.L.Fu & W.B.Sun mô tả khoa học đầu tiên năm 2000.